# Bernhard Sönnerstedt
Sigfrid August Bernhard Sönnerstedt, ursprungligen Karlsson, född 26 juli 1911 i Nottebäck med Granhults församling, Norrhult, Kronobergs län, död 4 augusti 1973 i Örgryte församling, Göteborg, var en svensk teaterledare och operasångare (basbaryton).

## Biografi
Sönnerstedt var yngste son till en skräddare och var tänkt att bli affärsman eller skräddare. Han bedrev både, såväl teoretiska som praktiska, affärsstudier och gick även igenom Tillskärarakademin. Det visade sig emellertid att det var sång och musik som var hans största intresse.
Sönnerstedt studerade sång för John Forsell och Joel Berglund. Han debuterade som Furst Gremin i Eugen Onegin 1940 och började samma år på Kungliga Teatern. Han var mellan 1960 och 1970 chef för Stora Teatern i Göteborg.
Bernhard Sönnerstedt gifte sig 1939 med Agda Nilsson (1910–1999). Paret fick sönerna Erland (född 1941), Johan (född 1944) och Göran Sönnerstedt (1946–2015). Göran Sönnerstedt blev också sångare.

## Filmografi
- 1947 – Maj på Malö
- 1940 – Blyge Anton

## Teater

### Roller
| År   | Roll | Produktion                | Regi           | Teater         |
| 1943 | Erk  | En däjlig rosa Sven Sköld | Ingmar Bergman | Folkparksturné |